# LeFloid
LeFloid (* 1. Oktober 1987 in Ost-Berlin; bürgerlich Florian Mundt) ist ein deutscher Webvideoproduzent und Betreiber diverser YouTube-Kanäle. Seine YouTube-Serie LeFloid vs. The World war für den 55. Grimme-Preis 2019 in der Sparte Kinder & Jugend nominiert.

## Leben
Florian Diedrich, der in Berlin-Lichtenberg geboren wurde, besuchte die Europaschule im märkischen Storkow, die er 2008 mit dem Abitur abschloss. Danach studierte er an der Berliner Humboldt-Universität Psychologie und Rehabilitationspädagogik, wobei er sich auf Kinder und Jugendliche sowie Sprachstörungen spezialisierte. Neben dem Studium engagierte er sich als Berater für Jugendliche, die unter Depressionen und seelischen Problemen leiden.
Neben seinen Narben, die durch mehrere fehlerhafte Operationen entstanden, wurden auch seine Tätowierungen zum Markenzeichen, welche unter anderem das Datum eines Unfalls als Jugendlicher, das eigene Geburtsdatum und das der Eltern, eine Eule mit zerbrochenem Flügel, als Symbol für die misslungenen Operationen an Diedrichs inzwischen weitgehend gefühlloser rechter Hand, sowie die lateinische Phrase in medias res darstellen.
Diedrich ist verheiratet und Vater von zweieiigen Zwillingen. Am 14. Oktober 2024 gab er am Ende der „Prime Time Show“ bekannt, dass er und seine Frau seit einigen Monaten getrennt sind. Sie seien dennoch ein gutes Team und im Guten auseinandergegangen.

## YouTube-Kanäle

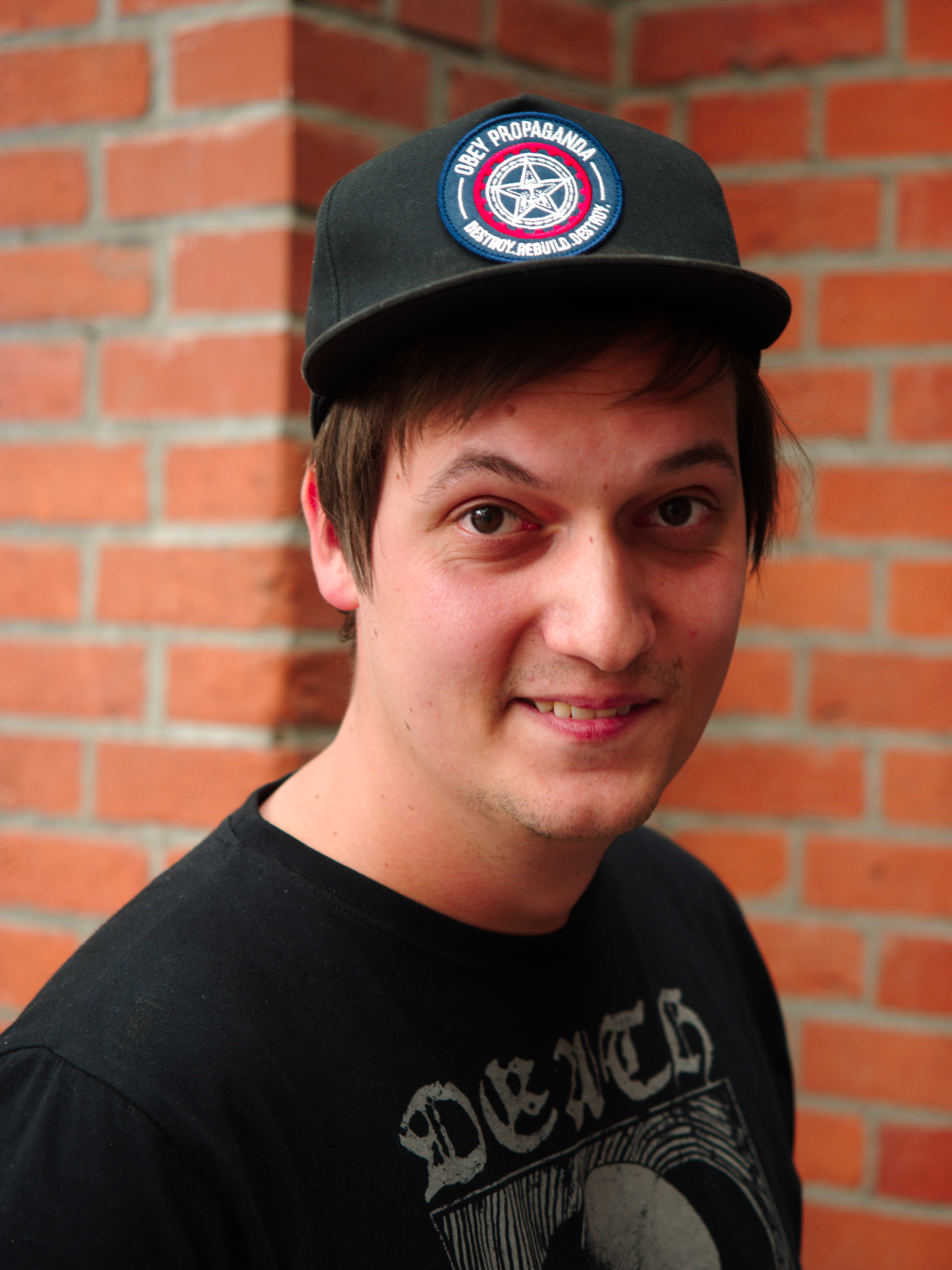
LeFloid 2015

Die YouTube-Kanäle LeFloid, FlipFloid und DoktorFroid werden gemeinsam mit dem zur ProSiebenSat.1-Gruppe gehörenden Netzwerk Studio71 verwaltet. Bis 2014 produzierte LeFloid in Zusammenarbeit mit dem Multi-Channel-Network Mediakraft.

### LeFloid
Der Hauptkanal LeFloid ist einer der meistabonnierten Kanäle Deutschlands. Prägend für ihn ist die Reihe LeNews, in der LeFloid aktuelle Themen aus den Medien kommentiert. Es handelt sich meist um Schlagzeilen, Sensationen und Skurrilitäten aus den Bereichen Schule, Mobbing, Spiele, Verbrechen, Politik oder Sport, die insbesondere Jugendliche ansprechen und die für ein mediales Aufsehen sorgten. Zwar kommen auch ernste Themen, kritische Auseinandersetzungen und Appelle vor, doch der eigentliche Zweck der Videos ist laut LeFloid die Unterhaltung, womit sich LeNews deutlich von traditionellen Nachrichtensendungen unterscheidet, was auch zu Kritik führt. Beispielsweise führte er in LeNews auch das Format Nett to know ein, in dem er aktuelle, teils witzige, oder schockierende funfacts einfügte.
In der langjährigen Geschichte des Formats LeNews gab es wechselnde Häufigkeiten und Erscheinungstage. Stand Juni 2017 erscheinen Videos zweimal die Woche, nämlich montags und donnerstags.
Daneben gab es unter dem Titel Die Welt in meinem Kopf..: vom typischen LeNews-Schema abweichende Videoreihen mit Kurzvideos über persönliche Erlebnisse und Meinungen. In der Rubrik ACTION & Kurzfilme sind aufwendigere, oft actionlastigere Kurzfilmprojekte zu finden, die häufig in Zusammenarbeit mit anderen YouTubern entstehen.
Am 11. Juli 2015 führte er mit der Bundeskanzlerin Angela Merkel ein viel beachtetes Interview, in dem er Fragen der YouTube-Community stellte, die er zuvor unter dem Hashtag #NetzFragtMerkel gesammelt hatte. Das Interview wurde am 13. Juli 2015 auf seinem Kanal LeFloid veröffentlicht. Die Kritiken fielen gemischt aus, wobei häufig sein „ungewohnt braver“ Interviewstil thematisiert wurde, der Merkel entgegenkam, aber auch die wachsende Bedeutung von YouTube für die Politik angesprochen wurde.

### DoktorFroid Reacts
LeFloid betreibt einen Zweitkanal namens DoktorFroid Reacts, auf dem mehrere Vlogs und Projekte hochgeladen werden. Zusätzlich existieren auch Gastauftritte anderer YouTuber, Let’s Plays, in denen Computer- oder Videospiele gespielt und vorgeführt werden, sowie gemeinsame Kurzfilme. Anlässlich eines Aufenthaltes in Las Vegas wurde der Kanal am 14. Oktober 2016 wiederbelebt. Der Kanal hat ca. 480.000 Abonnenten und über 135 Millionen Aufrufe. (Stand: 30. September 2022)

### DoktorFroid
Seit dem 29. Dezember 2012 betreibt LeFloid den Kanal DoktorFroid, zunächst zusammen mit Max Krüger (alias Frodoapparat), dann mit Oliver Dombrowski (alias Der Olli); zuletzt trat Paul Stehr (alias Powlster) dazu. Der Kanal drehte sich ursprünglich hauptsächlich um das Thema Computerspiele, inzwischen liegt der Schwerpunkt auf Reacts. Dabei werden diese hauptsächlich durch die Formate RandomGameFacts, also einer Hintereinanderreihung von lustigen oder skurrilen Zusatzinformationen zu mehr oder weniger bekannten Computerspielen, und NerdRanking, also Top X Listen, bedient.
DoktorFroid hat über 650.000 Abonnenten und über 240 Millionen Aufrufe. (Stand: 30. September 2022)
Des Weiteren wurde jeden Samstag ein Video der Serie Nerdscope (früher 1080NerdScope) hochgeladen, welche ihr Debüt für den SWR am 1. August 2015 feierte. Die Meimbergproduktion wurde zwar immer erst auf dem Kanal, später aber auch im SWR veröffentlicht und behandelte Themen rund um Gaming und neue Medien. Durchschnittlich erreichten die Ausgaben 200.000 bis 300.000 Aufrufe. Die zweite Staffel der Reihe endete am 30. September 2017. Seitdem pausiert die Serie.
Im Juni 2025 verkündeten LeFloid und die verbleibenden DoktorFroid-Mitglieder Dombrowski und Stehr, die Zusammenarbeit zu beenden und fortan getrennte Wege zu gehen.

### DoktorFroid Gamebang
Seit dem 25. November 2014 existiert das Spin-off DoktorFroid Gamebang zu DoktorFroid. Hier wurden zunächst Let's Plays und Livestream-Aufzeichnungen, die auf Twitch entstanden sind, nachträglich auf dem Channel hochgeladen. Der Videoupload auf diesem Kanal wurde Mitte 2016 vorerst eingestellt, da zukünftig die Twitch-Aufzeichnungen auf dem DoktorFroid-Hauptkanal hochgeladen werden sollen. Inzwischen werden auf dem Kanal ausschließlich Let's Plays hochgeladen.

### Mitarbeit bei weiteren Kanälen
Außerdem arbeitete er 2013 beim Start der Kanäle Was Geht Ab!? und Techscalibur mit. In Was Geht Ab!? wurden täglich mehrere Videos hochgeladen, in denen Mitwirkende aktuelle Nachrichten vortragen und in bestimmten Rubriken kommentieren. Auf dem Kanal Techscalibur wurden Nachrichten über Filme, Videospiele, Serien und Ähnliches besprochen. Nach dem Ausscheiden der bekannten Gesichter nahm der Erfolg der Kanäle ab, sodass sie 2015 eingestellt wurden.

## Loot für die Welt
| LFDW          | Datum               | Dauer (h) | Spendensumme      | Gespendet an |
| ------------- | ------------------- | --------- | ----------------- | --- |
| 1             | 14.11. – 15.11.2014 | 30        | ~ 31.500,00 Euro  | Wünschdirwas e. V., Stiftung Hänsel+Gretel, Fatigatio e. V. |
| 2             | 20.11. – 22.11.2015 | 48        | ~ 76.000,00 Euro  | Deutscher Tierschutzbund, Aktion Deutschland Hilft, Wünschdirwas e. V. |
| 3             | 18.11. – 20.11.2016 | 48        | 170.585,87 Euro   | Vier Pfoten, Tafel Deutschland e. V., Kinderhilfe e. V. |
| 4             | 03.11. – 05.11.2017 | 48        | ~ 235.000,00 Euro | Tierheim Berlin, SOS-Kinderdorf, Tafel Deutschland e. V. |
| 5             | 09.11. – 11.11.2018 | 48        | 239.000,00 Euro   | One Earth – One Ocean e. V., Tierheim Berlin |
| 6             | 08.11. – 09.11.2019 | 24        | 261.625,06 Euro   | Evas Haltestelle, Green Forest Fund e. V., Tierheim Berlin |
| 7             | 14.11. – 15.11.2020 | 34        | 330.022,78 Euro   | Dunkelziffer e. V., Deutsches Kinderhilfswerk e. V., Tierheim Berlin |
| 8             | 13.11. – 14.11.2021 | 33,5      | 515.989,23 Euro   | Sea Shepherd (30 %), PAPATYA (30 %), Tierheim Berlin (30 %), Lucky Dog Hostel (10 %) |
| 9             | 12.11. – 13.11.2022 | 33,5      | 503.341,00 Euro   | Tierheim Berlin, Äpfel und Konsorten e. V., Tafel Deutschland, Deutsche Gesellschaft für ME/CFS e. V. |
| Sonderausgabe | 13.03.2022          | 8         | 158.686,72 Euro   | Deutscher Kinderschutzbund Bundesverband e. V., Deutsche Stiftung Kranke Neugeborene, UNO-Flüchtlingshilfe e. V., STELP e. V. |
| 10            | 11.11. - 12.11.2023 | 34,5      | 589.487,47 Euro   | International Justice Mission, dem brotZeit e. V., Clean River Project, Stiftung Mensch & Umwelt, OroVerde – Die Tropenwaldstiftung, A Chance for Metal, dem Eichhörnchen Hilfe Berlin/Brandenburg e. V. und dem Hauptsache Waschbär e. V. |
| 11            | 09.11. - 10.11.2024 |           | 730.007,14 Euro   | SOS Humanity, breakfast4kids e. V., International Justice Mission Deutschland e. V., KARO e. V., Welttierschutzgesellschaft e. V., Alzheimer Forschung Initiative e. V., Hauptsache Waschbär e. V.                                         |

Am 14. November 2014 startete LeFloid zusammen mit anderen YouTubern einen Live-Stream auf dem Livestreaming-Portal Twitch. Mit dabei waren u. a. Frodoapparat, die Space Frogs, Marti Fischer, RobBubble, mapamundi, die Cubirds und Fewjar. Mit Hilfe der Community sollten via PayPal Spenden für die drei gemeinnützigen Organisationen wünschdirwas e. V., Stiftung Hänsel + Gretel und den Fatigatio e. V. gesammelt werden. Die Mitspieler spendeten 1 % der Summe selbst, welche als Gebühren für den Zahlungsverkehr anfielen. Die Veranstaltung wurde über insgesamt drei Twitch-Kanäle gestreamt und der Verlauf der Spendenaktion auf dem Kanal DoktorFroid dokumentiert. Aus „gesundheitlichen Gründen“ wurde der ursprünglich auf 48 Stunden geplante Stream jedoch schon nach 30 Stunden beendet. In diesen 30 Stunden wurden über 31.500 Euro von der Community gespendet. Am Ende des Streams sprach sich LeFloid für eine jährliche Wiederholung der Aktion aus.
Am 20. November 2015 startete die Fortsetzung Loot für die Welt 2. Während des 48-stündigen Streams wurden 50.000 Euro Spenden gesammelt, welche sich durch eine Spende des Unternehmens Asus um 7.500 Euro sowie den Verkauf von T-Shirts um weitere 16.000 Euro auf über 76.000 Euro erhöhten. Das Geld kam laut eigenen Angaben vollständig den Organisationen Deutscher Tierschutzbund, Aktion Deutschland Hilft und Wünschdirwas e. V. zugute.
Vom 18. bis 20. November 2016 fand mit Loot für die Welt 3 die 3. Ausgabe statt. Übertragen wurde der 48 Stunden dauernde Livestream auf den Twitch-Kanälen DoktorFroid und SpaceFrogsGaming. Parallel dazu wurde der Stream erstmals auch auf den YouTube-Kanälen von LeFloid und den Space Frogs übertragen. Auf den jeweiligen Kanälen wurde dabei meist ein unterschiedliches Unterhaltungsprogramm geboten. Während des Livestreams wurden über 85.000 Euro Spenden und darüber hinaus noch ca. 85.000 Euro durch T-Shirt-Verkäufe eingenommen. Die Gesamtspendensumme belief sich damit auf über 170.000 Euro. Somit spielte Loot für die Welt 3 mehr Geld ein als seine beiden Vorgänger zusammen. Die Einnahmen gingen in gleichen Teilen an die gemeinnützigen Organisationen Vier Pfoten, die Tafeln in Deutschland und Kinderhilfe e. V.
Loot für die Welt 4 fand vom 3. bis 5. November 2017 statt. Dabei wurden knapp 120.000 Euro von Zuschauern gespendet. Durch T-Shirt-Verkäufe und eine Spende von Microsoft in Höhe von 40.000 Euro kam eine Spendensumme von insgesamt ca. 235.000 Euro zusammen. Die genaue Summe steht derzeit noch nicht fest. Die Spenden gehen in gleichen Teilen an die gemeinnützigen Organisationen Tierheim Berlin, SOS-Kinderdorf und wie schon im Vorjahr an die Tafeln in Deutschland.
Loot für die Welt 5 wurde vom 9. bis 11. November 2018 veranstaltet. Dabei wurden während des Streams knapp 173.000 Euro direkt von den Zuschauern gespendet. Durch den zusätzlichen Verkauf von Merchandise-Artikeln kam eine Spendensumme von insgesamt ca. 239.000 Euro zusammen. Die Spenden gingen in gleichen Teilen an die gemeinnützigen Organisationen Deutsches Kinderhilfswerk, Tierheim Berlin und One Earth – One Ocean.
Loot für die Welt 6 wurde vom 8. bis 9. November 2019 veranstaltet. Dabei wurden während des Streams ca. 161.000 Euro direkt von Zuschauern gespendet. Insgesamt wurde mit Merch-Verkauf ca. 261.000 Euro eingenommen. Die Spenden gingen zu gleichen Teilen an die Organisationen Evas Haltestelle, Green Forest Fund und das Tierheim Berlin.
Loot für die Welt 7 wurde vom 14. bis 15. November 2020 veranstaltet. Dabei wurden während des Streams ca. 207.000 Euro direkt von Zuschauern gespendet. Insgesamt wurde mit Merch-Verkauf ca. 362.000 Euro eingenommen. Die Spenden gingen zu gleichen Teilen an die Organisationen Gelder an den Dunkelziffer e. V., das Deutsche Kinderhilfswerk und dem Tierheim Berlin.
Loot für die Welt 8 wurde vom 13. bis 14. November 2021 veranstaltet. Dabei wurden während des Streams ca. 353.000 Euro direkt von Zuschauern gespendet. Insgesamt wurde mit Merch-Verkauf ca. 516.000 Euro eingenommen. Die Spenden gehen an die Organisationen Sea Shepherd (30 %), PAPATYA, (30 %), Lucky Dog Hostel (10 %) und dem Tierheim Berlin.(30 %)
Die erste Sonderausgabe von Loot für die Welt wurde am 13. März 2022 anlässlich des russischen Überfalls auf die Ukraine veranstaltet. Dabei wurden insgesamt 158.686,72 Euro mit Spenden von Zuschauern und Einnahmen des Merch-Verkaufes eingenommen. Die gesammelten Spenden gingen zu gleichen Teilen an die gemeinnützigen Organisationen Deutscher Kinderschutzbund Bundesverband e. V., Deutsche Stiftung Kranke Neugeborene, UNO-Flüchtlingshilfe und STELP e. V.

## Kritik
LeFloid wurde mehrfach für die Verbreitung von Falschmeldungen kritisiert. Am 19. Februar 2015 veröffentlichte er ein Video mit dem Titel Putin droht mit Beweisen für die 9/11 Verschwörung der US Regierung!. In diesem behauptete er, der russische Präsident Wladimir Putin habe angekündigt, in Kürze Beweise für die Täterschaft der US-Regierung bei den Terroranschlägen des 11. September 2001 zu veröffentlichen. Tatsächlich hat Putin eine solche Aussage nie getätigt. Die Behauptungen hatte LeFloid verschwörungstheoretischen Websites entnommen. Am 26. Februar 2015 entschuldigte sich LeFloid für den Fehler. Das Video ist nach wie vor online, wurde aber in der Videobeschreibung um einen Kommentar Diedrichs ergänzt.
Am 5. Mai 2015 kritisierten Deef Pirmasens und Christian Schiffer LeFloid in einem Vortrag zum Thema Hoax-Kampagnen auf der re:publica 2015. Sie nahmen dabei Bezug auf ein Video LeFloids vom 4. September 2014. LeFloid hatte in diesem Video Nachrichten über einen chemisch veränderten Nagellack aufgegriffen, diese jedoch falsch wiedergegeben und mit anscheinend erfundenen Behauptungen erweitert. Dadurch sei aus der Nachricht eine völlig andere Geschichte geworden, die er als Beleg herangezogen habe, um Vorurteile zu bedienen.
Am 18. Mai 2015 präsentierte LeFloid in einem Video mehrere Jahre alte Nachrichten zur Sauerland-Gruppe als Neuigkeiten.
Am 21. Juni 2017 präsentierte LeFloid einen Beitrag, demzufolge ein 128-jähriger Argentinier behauptet, Adolf Hitler zu sein. Der Mann hätte damit auch das höchste nachgewiesene Alter eines Menschen weit überschritten. Das angebliche Foto des Mannes zeigt jedoch Francis Morris, einen 103-jährigen Mann aus Huddersfield, welcher nie eine solche Aussage getätigt hat.

## Auszeichnungen
- 2013 wurde LeFloid für den Videobeitrag Totgeprügelt und alle gucken zu… mit dem deutschen Webvideopreis in der Kategorie VIP[44] ausgezeichnet. In dem Video wird unter anderem – im Zusammenhang mit Cyber-Mobbing – der Suizid der kanadischen Schülerin Amanda Todd aufgegriffen.[45]
- 2013 wurde LeFloid im Rahmen des Videodays mit dem PlayAward in der Kategorie Information ausgezeichnet.[46]
- 2013 gewann LeFloid die 1 Live Krone in der Kategorie Bestes Video.[47]
- 2014 gewann LeFloid den Publikumspreis des Grimme Online Awards.[48]
- 2014 wurde LeFloid für den Videobeitrag MOBBING leicht gemacht!!! – Fukushima killt das Meer! – Amerika darf alles… erneut mit dem deutschen Webvideopreis in der Kategorie VIP ausgezeichnet.
- 2015 wurde LeFloid mit dem Audi Generation Award in der Kategorie Neue Medien ausgezeichnet. Die Laudatio hielt Oliver Pocher.[49]
- 2017 wurde LeFloid mit dem Goldene Kamera Digital Award in der Kategorie #Channel ausgezeichnet.[50]

## Fernsehauftritte
Am 8. Oktober 2013 und 5. November 2014 war LeFloid zu Gast in der interaktiven Politsendung log in auf dem öffentlich-rechtlichen Fernsehsender ZDFinfo. Dort setzte er sich mit Videospielen sowie der Zukunft des Fernsehens auseinander.
Am 14. März 2015 nahm LeFloid im Auftrag des YouTube-Netzwerks Studio71 an der TV total Wok-WM 2015 teil. In der 4er-Wok-Disziplin hat sein Team World Wide Wok mit MissesVlog, Sarazar und Dner den dritten Platz errungen.
Am 28. Mai 2015 startete er gemeinsam mit Stern TV eine Kampagne gegen Cyber-Mobbing unter dem Hashtag #NoHate.
Am 19. August 2015 war er zu Gast bei Markus Lanz. Zudem spricht er Morad Sumar in der Animationsserie Star Wars Rebels.
In der am 12. Februar 2016 erschienenen ZDF-Serie Familie Braun wirkte er neben weiteren bekannten YouTubern als Darsteller mit. Ebenfalls 2016 war er der deutsche Sprecher des Charakters Norman im Computeranimationsfilm Pets.
In der von der ARD am 8. Juli 2024 veröffentlichten Dokumentation Angela Merkel · Schicksalsjahre einer Kanzlerin spricht LeFloid über sein Interview mit Angela Merkel im Juli 2015. Er erklärt, sich im Klaren darüber gewesen zu sein, dass er als Sprachrohr „benutzt“ wurde, um eine jüngere Zielgruppe zu erreichen. Er bezeichnet das Interview außerdem als „riesen PR-Stunt“.

## Podcast
Zusammen mit Paul Stehr und Oliver Dombrowski betreibt Diedrich seit 2019 den Podcast „Die Sprechstunde“. Dieser thematisiert Alltägliches aus dem Leben der drei, sowie philosophische und Scherzfragen, welche über das Community Forum auf Reddit eingereicht werden können. Der Podcast erreichte mit 420 Folgen (Stand September 2023) mehrfach die Apple Podcast-Charts und Spitzenplatzierungen in der Kategorie ‚Comedy‘.

## Werke
- LeFloid: Wie geht eigentlich Demokratie? #FragFloid. FISCHER Kinder- und Jugendtaschenbuch, 2017, ISBN 978-3-7335-0422-9.
- LeFloid: Willkommen im Real Life: Mein Leben zwischen Freunden, Fakes und Fakten. Piper Paperback, 2018, ISBN 978-3-492-06134-6.